# Whitney Smith
Pour les articles homonymes, voir Smith.
Whitney Smith Jr., né le 26 février 1940 à Arligton et mort le 17 novembre 2016 à Peabody, est un vexillologue professionnel américain. Il est à l'origine du terme vexillologie, qui fait référence à l'analyse scientifique de tous les aspects des drapeaux. Il est l'un des fondateurs de plusieurs organisations de vexillologie. Smith est lauréat et membre de la Fédération internationale des associations vexillologiques.
Smith et son collègue Gerhard Grahl sont les auteurs du premier journal au monde sur les drapeaux publié en 1961. L'année suivante, Whitney Smith créé le Flag Research Center et en devient le directeur.
Pendant toute sa carrière, il est l'auteur d'œuvres en rapport avec la vexillologie, des livres tels que Flags Through the Ages and Across the World, qui se sont vendus à 300 000 exemplaires, ainsi que des drapeaux, dont ceux du Guyana, de Bonaire ou encore d'Aruba.

## Biographie

### Enfance et adolescence
Né à Arlington, Massachusetts, le 26 février 1940, il s'intéresse aux drapeaux dès l'âge de cinq ans et reçoit des encouragements constants de ses parents, Whitney Sr. et Mildred G. Smith. Il commence par collectionner des articles de journaux et des publications liées aux drapeaux ainsi que des drapeaux réels.
À l'âge de 11 ans, il commence son travail de recherche formel en écrivant à l'administration du Groenland pour savoir pourquoi une si grande île ne possédait pas son propre drapeau. Sa collection de plus d'un quart de million de documents et de dizaines de milliers de livres, brochures, gravures, fichiers électroniques et artefacts liés aux drapeaux était la plus importante au monde. La collection du Whitney Smith Flag Research Center est maintenant hébergée au Dolph Briscoe Center for American History de l'université du Texas à Austin.
Après avoir obtenu son diplôme Magna cum laude du Harvard College en 1961, Smith a reçu une bourse de la National Defense Education Act en vertu de laquelle il a obtenu sa maîtrise et son doctorat en sciences politiques de l'université de Boston,

## Carrière
À l'âge adulte, Smith a créé de nombreuses institutions qui ont permis la croissance d’une communauté mondiale de spécialistes des drapeaux. À l'age de 17 ans, il crée le terme universellement utilisé pour l'étude savante des drapeaux, « vexillologie ». Ce mot a été formé en combinant le mot latin désignant drapeau (vexillum) et le suffixe grec ancien indiquant (l’étude de).
À 21 ans, Whitney Smith et un collègue nommé Gerhard Grahl ont commencé en 1961 à publier The Flag Bulletin, le premier périodique au monde sur les drapeaux. Par ailleurs, il a écrit plus de 250 entrées de l’encyclopædia Britannica concernant l’histoire des drapeaux. Smith a édité le journal pendant 50 ans et a écrit 27 livres sur divers aspects du sujet et a publié 233 numéros de 1962 à 2011.
En 1965, Smith et un vexillologue néerlandais, Klaes Sierksma ont travaillé ensemble pour organiser le premier Congrès international de vexillologie à Muiderberg, aux Pays-Bas. Ils se sont ensuite joints à Louis Mühlemann pour fonder la Ligue internationale des vexillologues et ont été membres de son conseil d’administration le 5 septembre 1965 jusqu’au 3 septembre 1967. La ligue a ultérieurement été remplacée par la Fédération internationale des associations vexillologiques, connue sous son acronyme français « FIAV ».
Smith a ensuite aidé à fonder la Fédération internationale des associations vexillologiques qui continue de parrainer des congrès biennaux et de faciliter les relations entre les vexillologues du monde entier. De 1965 à 1991, il a été Secrétaire général du Conseil d’administration de la Fédération.
La North American Vexillological Association nord-américaine de vexillologie, regroupant des spécialistes de l'étude du drapeau des États-Unis et du Canada, a été créée en 1967 par Smith, qui en a été le président jusqu’en 1977. Il a également été le créateur de la Flag Heritage Foundation en 1971 et a aidé à la création de sociétés d’étude du drapeau dans plusieurs autres pays. Il est également a noté que Whitney Smith  a fortement soutenu la création de la Société espagnole de vexillologie (es) et a assisté à son douzième Congrès national, tenu à Guadalajara en 1997.
Il a été instructeur et professeur adjoint dans la même institution de 1964 à 1970. Par la suite, il a travaillé à plein temps jusqu’à sa mort en tant que directeur du Flag Research Center basé à Winchester, Massachusetts, qu’il a fondé. À ce titre, il a agi à titre de consultant sur tous les aspects des drapeaux pour de nombreux organismes gouvernementaux, et entreprises. En particulier, il a professionnalisé l’information sur les drapeaux pour de nombreuses sociétés d’encyclopédie, d’autres éditeurs et des fabricants de drapeaux.
Le 5 juillet 1991, Smith a été nommé par la FIAV lauréat de la Fédération. Il finira par quitter le poste de secrétaire général de cet organisme. Il a reçu l’honneur de Fellow de la Fédération le 27 juillet 2001 . En 2013, il a transféré la bibliothèque et les archives du Flag Research Center au Dolph Briscoe Center for American History (en).
Le père de la vexillologie meurt le 17 novembre 2016 des complications de la maladie d’Alzheimer à l’âge de 76 ans. Quelque temps après, le 1er octobre 2016, l’inauguration du Vexiday,.

## Travaux effectués

### Drapeaux

Proposition d'un drapeau pour l'Antarctique par Whitney Smith en 1978.
Le drapeau du Guyana, également connu sous le nom de « Golden Arrowhead », a été créé par Whitney Smith en 1966.
Smith a participé au développement du drapeau de Bonaire, adopté le 11 décembre 1981.
Le drapeau d'Aruba, adopté le 18 mars 1976, a été partiellement conçu par Whitney Smith.
Une autre proposition du drapeau d'Aruba par Whitney Smith en 1976, qui sera rejetée.

### Livres
- (en) Flags through the ages and across the world, McGraw-Hill, 1975, 357 p. (ISBN 0070590931)
- (en) Flags and Arms Across the World, McGraw-Hill, 1980, 256 p. (ISBN 007059094X)
- (en) The American Flag: Two Centuries of Concord & Conflict, Vz Publications, 2006, 148 p. (ISBN 0975516809)
- (en) Flags of the Revolution, Bellerophon Books, 1983, 32 p. (ISBN 0883880326)
- (en) Flag Lore of All Nations, Millbrook Press, 2003, 112 p. (ISBN 0761318992)